# Age of Wonders II: The Wizard’s Throne
Age of Wonders 2: The Wizard’s Throne (с англ. — «Век чудес: Трон мага») — вторая игра из серии пошаговых стратегий Age of Wonders.

## Особенности игры

### Маги
Так же как и в предыдущей части, игрока представляет могущественный маг. Смерть мага приводит к поражению, если у игрока не осталось городов с магической башней, в которой маг может возродиться. У магов в продолжении была отобрана возможность получать опыт и расти в уровнях, однако, как и герои, маги могут использовать артефакты.
Маги изучают заклинания и навыки. Набор заклинаний зависит от выбранной магической сферы (Огонь, Вода, Воздух, Земля, Свет, Тьма). Также существует сфера космоса, охватывающая все заклинания всех прочих сфер магии.

#### Огонь
Йака: Для многих народов он является огненным богом, но на деле это просто маг. Йака высокомерен, надменен и жесток. Он создавал империи и бросал их в пламя войны. Сейчас он стоит во главе тигранов. Один из магов-мятежников.
Карисса: Является смертным в виде полураздетой женщины с огненно-рыжими волосами. Возглавляет народ орков.

#### Вода
Нимуи: Когда-то давно возглавляла народ морских ящеров. Однако люди стали охотиться на её подданных, и в итоге её народ вымер. В ярости, Нимуи стала мстить людям, устраивая бедствия и уничтожая города людей. Но вскоре, она увидела, сколько несчастья она принесла и решила помочь людям, покровительствовать им. Она объявила себя морской богиней и стала требовать от них полной покорности. Она заставляет людей приносить ей жертвы. Нимуи очень завистлива. Много красавиц утонуло даже в мелких водоёмах. Одна из магов-мятежников.
Маринус: Вождь полуросликов. Как и полурослики ненавидит насилие, обожает веселье, роскошную жизнь и деньги. Покровительствует морякам и торговцам. Самый беззаботный и несерьезный из магов.

#### Жизнь
Серена: Изначально чародейка при Эльфийском Дворе. После похищения королевы Джулии возглавила эльфов. Полна печали и грусти по ушедшим временам. Её желание - превратить мир в один большой лес. Одна из магов-мятежников.
Джулия: После событий первой части стала королевой эльфов. Однако вскоре была похищена ледяным драконом Сторма. Нужна мятежникам как сосуд для души Иниоха. Ненавидит насилие в любом виде и одинаково ценит любую жизнь. Является любовью Мерлина.
Джулиох: Весь заговор сводился к воскрешению эльфийского короля-тирана Иниоха. Джулия, же, использовалась как сосуд для его души. Джулиох - это воскрешённый Иниох, желающий уничтожить весь мир. Встречается в финальной миссии, где его останавливает Мерлин и изгоняет Иниоха из тела Джулии.
Анон: Вождь архонов. Уважаем всеми народами за мудрость и великую мощь. Желает установить гармонию во всём мире. После того, как на Мерлина ополчились эльфы, помогает ему сбежать из Долины Чудес.

#### Воздух
Артика: Королева ледянников. Холодна, как и её владения. Не любит чужаков. Враждует с Мерлином и Каррисой.
Сторм: Повелитель драконов и ветров. Создал и возглавляет драконидов. Действует скрытно, был замечен в числе мятежников только под конец игры и далее появлялся очень редко. Именно по его приказу драконы напали на дирижабль Мерлина в самом начале. Как уже говорилось, Сторм - один из магов-мятежников.

#### Земля
Маб: Возглавляет гоблинов, для которых является Матерью Земли. Предпочитает не вмешиваться в дела наземного мира и вовсю борется с гномами за власть в подземном мире. Одна из магов-заговорщиков.
Фангир: Энергичный гном, желающий раскрывать новые тайны земли. Мудрый изобретатель, любит работать с камнем и вообще, обрабатывать землю. Научил гномов уважать землю, своим изобретениям, стал их вождём.

#### Смерть
Некрон: Повелитель мёртвых, движимый жаждой власти и желанием очистить мир от живых. Некрон бледен, его тонкие руки и ноги похожи на кости скелета, а лицо на скалящийся череп, что ещё раз подчёркивает его родство со смертью. Один из магов-заговорщиков.
Арахна: Королева пауков, всюду расставляющая сети и поджидающая охотников за сокровищами. Тёмные эльфы считают её богиней и поклоняются ей. Арахна недоверчива, скрытна. Предпочитает не вмешиваться в дела других народов, оставаясь в стороне.
Меандор: Появлялся в предыдущей части. Всё это время был погребен в погребальных залах тёмных эльфов, в цитадели Арахны. За все эти годы характер Меандора изменился, и его ненависть к людям исчезла. Помогал Мерлину освоить магию смерти и бороться с мятежниками в одной миссии.

#### Космос
Габриэль: Ещё один знакомый из age of wonders. Он был Владыкой магов Вечного Края ещё со времён правления Иниоха. В отличие от Иниоха, его положение было крепко, однако теперь оно пошатнулось. Габриэль стар, и ему нужен преемник. На эту роль он избрал Мерлина. Именно Габриэль спас Мерлина от смерти во время крушения дирижабля.
Мерлин: Главный герой игры. В начале был молодым королём людей и обучался магии Света. Но вскоре ужасные бедствия обрушились на его королевство. Он собрал группу уцелевших людей, взял дирижабль, и полетел в Долину Чудес, единственное безопасное место. Однако на дирижабль напали драконы Сторма и Мерлин утонул. Но Габриэль вернул его к жизни. Взамен Габриэль попросил помощи в борьбе с мятежниками. По плану Габриэля, Мерлин должен овладеть всеми сферами магии и в конце - сферой космоса. Огонь, воду, жизнь, воздух и землю Мерлин познал при помощи Габриэля, смертью ему помог овладеть Меандор. В конце, ему предстоит освоить магию космоса, выступить против всех шестерых предателей во главе с Джулиохом и спасти королеву Джулию.

### Ресурсы
У игрока два вида ресурсов: золото и мана. Золото расходуется на постройку зданий, покупку и содержание войск, мана — на применение заклинаний и поддержания их эффектов. Также ресурсом может считаться магическая сила, которая ограничивает количество и уровень заклинаний за один ход.

### Поселения
Под контролем игрока находятся поселения и различные здания, приносящие доход. В Wizard’s Throne появилась возможность строить собственные поселения. Доступные технологии теперь не зависят от размера города, кроме самого маленького, заставы, где можно построить лишь деревянную стену и обучать только самые простые юниты.

### Существа и герои
Войска игрока путешествуют по карте отрядами по 8 юнитов в каждом. В бою участвуют отряды с 6 шестиугольников, прилегающих к шестиугольнику, который атакуется, и непосредственно атакованный отряд.
Каждый юнит и герой набирают опыт за убийство противника. Юниты получают медали (серебряную и золотую) при достижении определенных значений полученного опыта. Вместе с медалью юнит получает прибавку к параметрам и новые способности.
Герои, с набором опыта, растут в уровнях. При получении уровня игрок может выбрать, что получит герой из списка 3-х случайно выбранных улучшений. Кроме улучшения параметров, это может быть способность, список которых зависит от класса героя. Класс героя задан изначально. Каждой расе доступно лишь 3 класса из 6 (воин, следопыт, вор, жрец, шаман и паладин).

## Игровые расы
Для управления доступно 12 рас. У каждой из рас есть прототип из мифологии, истории.
Расы делятся на три группы по мировоззрению: добрые, нейтральные, злые.

### Добрые расы
Состав "добрых сил" не претерпел существенных изменений, со времен первой части. Все "народы света" не доверяют магам, практикующим магию Смерти, и в хороших отношениях с магами Жизни. В своих Храмовых комплексах обучают высших жрецов.

#### Архоны (Archons)
Лидер: Анон, Габриэль
Прототип: Римская империя
Архоны — воины света и непримиримые враги нежити. Архоны специализируются на более быстром изучении заклинаний и способностей. Самое могущественное существо армии — Титан.
Архоны - переименованные Высшие (High Men) из первой части.

#### Гномы(Dwarves)
Лидер: Фангир
Низкорослые крепкие воины и хорошие механики. Единственные из гуманоидов, кто может ходить по горам. В поселениях гномов здания и войска строятся быстрее. Вершина технической мысли гномов — паровой танк. Предпочитают жить под землей.

#### Полурослики(Halflings)
Лидер: Маринус
Прототип: Хоббиты
Несмотря на малый рост, хорошо передвигаются в лесах. Поселения полуросликов приносят больше золота. Самое сильное существо народа — Лепрекон. Прирожденные земледельцы, любят жить среди трав, но не выносят пустоши.

#### Эльфы(Elves)
Лидер: Джулия, Серена
Хранители леса, хорошие стрелки и маги. Бонусом народа является прирост маны, самым могущественным существом — Волшебный дракон. Предпочитают селиться среди зеленых растений, и ненавидят в пустошах.

### Нейтральные расы
За "духовную жизнь" "народов сумерек" отвечают монахи.

#### Дракониды (Draconians)
Лидер: Сторм
Раса драконов-гуманоидов. Разные дракониды унаследовали разные черты драконов: кто-то размер, кто-то крылья, кто-то огненное дыхание. Дракониды получают плюс к скорости изучения заклинаний. Самое сильное существо — Красный дракон.
Дракониды заменили Ящеролюдов (Lizard Men) из первой части.

#### Ледянники (Frostlings)
Лидер: Артика
Раса гоблинов с Севера. Обладают сопротивляемостью холоду, но уязвимы для огня. Поселения приносят больше маны. Самый сильный боец — Волк Рока. Неудивительно, что предпочитают селиться среди снегов, и ненавидят жить среди песков. Только они умеют выращивать зерновые (получать дополнительных доход со свободных гексов вокруг города) среди снегов.

#### Люди(Humans)
Лидер: Мерлин, Нимуи
Прототип: государства Средневековой Европы
Человеческая раса в игре представлена империей воинов-строителей (бонус к скорости производства). Для перевозки армий используется Воздушный корабль, по совместительству самый сильный «солдат» армии.

#### Тиграны (Tigrans)
Лидер: Йака
Прототип: Древний Египет
Тиграны — гуманоиды с кошачьими чертами. Отличаются хорошим зрением в темноте. Поселения тигранов приносят больше золота. На поле боя расу представляют ловкие метатели ножей, отважные капитаны на пумах, летающие мантикоры и, лучший боец армии, Сфинкс. Созданные магом огня Йакой, посреди пустыни, предпочитают жить среди песков (и единственные, кто способен там выращивать зерновые) и не выносят холодный климат.
Тиграны заменили жителей пустыни первой части - азраков (Azracs).

### Злые расы
Состав «злой коалиции» не изменился со времён первой части. "Народы тьмы" рады магам Смерти, и враждебно настроены к магам Жизни. Жрецом злобных народов является - черный жрец.

#### Гоблины(Goblins)
Лидер: Маб
Гоблины размножаются быстрее других рас в игре и нечувствительны к яду. Поселения гоблинов быстро вырастают до городов. На пике развития гоблины используют ужасных Кхарагов для ведения боя. Предпочитают селиться под землей. Единственные, кто не умеет строить пушки, и использует порох для создания больших бомб, которые доставляют к противнику бойцы-камикадзе.

#### Нежить(Undead)
Лидер: Некрон
Нежить изучает быстрее других новые заклинания и способности магов. Самый лучший боец народа — Грозный Жнец. Воплощения смерти отдают предпочтения пустошам, не вынося наполненные жизнью зеленые луга. Только они и тёмные эльфы, умеют выращивать зерновые в пустошах.

#### Орки(Orcs)
Лидер: Карисса
Орки — прирождённые строители. В их поселениях войска и здания строятся быстрее. На вершине развития орков стоит Живоглот, съедающий противника прямо на поле боя.

#### Тёмные эльфы(Dark Elves)
Лидер: Меандор, Арахна
Прототип: Дроу
В отличие от светлых собратьев, темные эльфы хуже двигаются через леса, взамен менее чувительны к яду и лучше видят в темноте. . Тёмные эльфы получают плюс к приросту маны. Лучший боец армии — Призрак, вселяющийся во врагов. Предпочитают жить под землей. Кроме нежити, единственные кто умеет выращивать зерновые в пустошах.

## Рецензии
| Сводный рейтинг       | Сводный рейтинг       |
| Агрегатор             | Оценка                |
| --------------------- | --------------------- |
| GameRankings          | 83,46 %               |
| Metacritic            | 86 / 100 (20 обзоров) |
| MobyRank              | 82 / 100              |
| Иноязычные издания    |                       |
| Издание               | Оценка                |
| AllGame               | [ 5 ]                 |
| CVG                   | 8,2 / 10              |
| GameRevolution        | B-                    |
| GameSpot              | 8,8 / 10              |
| GameSpy               | [ 9 ]                 |
| IGN                   | 8,2 / 10              |
| GameStats             | 8,4 / 10              |
| Русскоязычные издания |                       |
| Издание               | Оценка                |
| Absolute Games        | 80 %                  |
| «Домашний ПК»         | [ 13 ]                |
| «Игромания»           | 8,5 / 10              |
| «Страна игр»          | 7,5 / 10              |

## Продолжение
- Age of Wonders: Shadow Magic